# Heterocercus
Heterocercus – rodzaj ptaków z podrodziny gorzyków (Piprinae) w rodzinie gorzykowatych (Pipridae).

## Zasięg występowania
Rodzaj obejmuje gatunki występujące w Ameryce Południowej.

## Morfologia
Długość ciała 14 cm; masa ciała 20–24 g.

## Systematyka

### Etymologia
Heterocercus: ἑτερος heteros „inny”; κερκος kerkos „ogon”.

### Podział systematyczny
Do rodzaju należą następujące gatunki:
- Heterocercus aurantiivertex P.L. Sclater & Salvin, 1880 – manakin andyjski
- Heterocercus flavivertex von Pelzeln, 1868 – manakin żółtogłowy
- Heterocercus linteatus (Strickland, 1850) – manakin ognisty